# Eleições parlamentares europeias de 2004 no distrito de Faro
| Eleições parlamentares europeias de 2004 em Portugal Distritos: Aveiro \| Beja \| Braga \| Bragança \| Castelo Branco \| Coimbra \| Évora \| Faro \| Guarda \| Leiria \| Lisboa \| Portalegre \| Porto \| Santarém \| Setúbal \| Viana do Castelo \| Vila Real \| Viseu \| Açores \| Madeira \| Estrangeiro |

## Resultados por Concelho
Os resultados nos concelhos do Distrito de Faro foram os seguintes:

### Albufeira
| Partido                 | Partido                                         | Votos  | %               | +/-  |
| ----------------------- | ----------------------------------------------- | ------ | --------------- | ---- |
|                         | Partido Socialista                              | 3 046  | 46,79 / 100,00  | 1,34 |
|                         | Força Portugal                                  | 2 065  | 31,72 / 100,00  | 4,35 |
|                         | Coligação Democrática Unitária                  | 422    | 6,48 / 100,00   | 1,04 |
|                         | Bloco de Esquerda                               | 350    | 5,38 / 100,00   | 3,95 |
|                         | Partido Comunista dos Trabalhadores Portugueses | 71     | 1,09 / 100,00   | 0,16 |
|                         | Outros                                          | 223    | 3,43 / 100,00   |      |
| Votos Inválidos         | Votos Inválidos                                 | 333    | 5,11 / 100,00   | 0,88 |
| Total                   | Total                                           | 6 510  | 100,00 / 100,00 |      |
| Eleitorado/Participação | Eleitorado/Participação                         | 23 606 | 27,58 / 100,00  | 4,49 |

### Alcoutim
| Partido                 | Partido                                         | Votos | %               | +/-  |
| ----------------------- | ----------------------------------------------- | ----- | --------------- | ---- |
|                         | Partido Socialista                              | 616   | 49,68 / 100,00  | 1,71 |
|                         | Força Portugal                                  | 394   | 31,77 / 100,00  | 2,26 |
|                         | Coligação Democrática Unitária                  | 91    | 7,34 / 100,00   | 0,24 |
|                         | Bloco de Esquerda                               | 20    | 1,61 / 100,00   | 1,26 |
|                         | Partido Comunista dos Trabalhadores Portugueses | 15    | 1,21 / 100,00   | 0,17 |
|                         | Partido Humanista                               | 13    | 1,05 / 100,00   | Novo |
|                         | Outros                                          | 42    | 3,39 / 100,00   |      |
| Votos Inválidos         | Votos Inválidos                                 | 49    | 3,95 / 100,00   | 0,13 |
| Total                   | Total                                           | 1 240 | 100,00 / 100,00 |      |
| Eleitorado/Participação | Eleitorado/Participação                         | 3 510 | 35,33 / 100,00  | 8,65 |

### Aljezur
| Partido                 | Partido                                         | Votos | %               | +/-  |
| ----------------------- | ----------------------------------------------- | ----- | --------------- | ---- |
|                         | Partido Socialista                              | 946   | 55,39 / 100,00  | 2,44 |
|                         | Força Portugal                                  | 292   | 17,10 / 100,00  | 4,54 |
|                         | Coligação Democrática Unitária                  | 186   | 10,89 / 100,00  | 3,99 |
|                         | Bloco de Esquerda                               | 79    | 4,63 / 100,00   | 3,50 |
|                         | Partido Comunista dos Trabalhadores Portugueses | 28    | 1,64 / 100,00   | 0,35 |
|                         | Movimento pelo Doente                           | 20    | 1,17 / 100,00   | Novo |
|                         | Outros                                          | 54    | 3,16 / 100,00   |      |
| Votos Inválidos         | Votos Inválidos                                 | 103   | 6,03 / 100,00   | 1,04 |
| Total                   | Total                                           | 1 708 | 100,00 / 100,00 |      |
| Eleitorado/Participação | Eleitorado/Participação                         | 4 533 | 37,68 / 100,00  | 1,44 |

### Castro Marim
| Partido                 | Partido                        | Votos | %               | +/-  |
| ----------------------- | ------------------------------ | ----- | --------------- | ---- |
|                         | Partido Socialista             | 1 147 | 58,73 / 100,00  | 1,72 |
|                         | Força Portugal                 | 474   | 24,27 / 100,00  | 5,41 |
|                         | Coligação Democrática Unitária | 92    | 4,71 / 100,00   | 1,06 |
|                         | Bloco de Esquerda              | 64    | 3,28 / 100,00   | 2,30 |
|                         | Outros                         | 83    | 4,25 / 100,00   |      |
| Votos Inválidos         | Votos Inválidos                | 93    | 4,76 / 100,00   | 1,12 |
| Total                   | Total                          | 1 953 | 100,00 / 100,00 |      |
| Eleitorado/Participação | Eleitorado/Participação        | 5 972 | 32,70 / 100,00  | 5,66 |

### Faro
| Partido                 | Partido                        | Votos  | %               | +/-  |
| ----------------------- | ------------------------------ | ------ | --------------- | ---- |
|                         | Partido Socialista             | 8 275  | 47,64 / 100,00  | 0,77 |
|                         | Força Portugal                 | 4 789  | 27,57 / 100,00  | 5,66 |
|                         | Coligação Democrática Unitária | 1 490  | 8,58 / 100,00   | 1,83 |
|                         | Bloco de Esquerda              | 1 359  | 7,82 / 100,00   | 4,69 |
|                         | Partido Popular Monárquico     | 182    | 1,05 / 100,00   | 0,58 |
|                         | Outros                         | 560    | 3,23 / 100,00   |      |
| Votos Inválidos         | Votos Inválidos                | 716    | 4,12 / 100,00   | 0,01 |
| Total                   | Total                          | 17 371 | 100,00 / 100,00 |      |
| Eleitorado/Participação | Eleitorado/Participação        | 48 872 | 35,54 / 100,00  | 2,25 |

### Lagoa
| Partido                 | Partido                                         | Votos  | %               | +/-  |
| ----------------------- | ----------------------------------------------- | ------ | --------------- | ---- |
|                         | Partido Socialista                              | 2 645  | 50,68 / 100,00  | 0,39 |
|                         | Força Portugal                                  | 1 474  | 28,24 / 100,00  | 5,06 |
|                         | Coligação Democrática Unitária                  | 401    | 7,68 / 100,00   | 0,61 |
|                         | Bloco de Esquerda                               | 243    | 4,66 / 100,00   | 3,60 |
|                         | Partido Comunista dos Trabalhadores Portugueses | 63     | 1,21 / 100,00   | 0,02 |
|                         | Outros                                          | 183    | 3,49 / 100,00   |      |
| Votos Inválidos         | Votos Inválidos                                 | 210    | 4,02 / 100,00   | 0,07 |
| Total                   | Total                                           | 5 219  | 100,00 / 100,00 |      |
| Eleitorado/Participação | Eleitorado/Participação                         | 15 415 | 33,86 / 100,00  | 4,56 |

### Lagos
| Partido                 | Partido                                         | Votos  | %               | +/-  |
| ----------------------- | ----------------------------------------------- | ------ | --------------- | ---- |
|                         | Partido Socialista                              | 3 856  | 52,53 / 100,00  | 0,62 |
|                         | Força Portugal                                  | 1 700  | 23,16 / 100,00  | 4,16 |
|                         | Coligação Democrática Unitária                  | 613    | 8,35 / 100,00   | 2,13 |
|                         | Bloco de Esquerda                               | 493    | 6,72 / 100,00   | 4,61 |
|                         | Partido Comunista dos Trabalhadores Portugueses | 91     | 1,24 / 100,00   | 0,03 |
|                         | Outros                                          | 216    | 2,95 / 100,00   |      |
| Votos Inválidos         | Votos Inválidos                                 | 372    | 5,07 / 100,00   | 1,14 |
| Total                   | Total                                           | 7 341  | 100,00 / 100,00 |      |
| Eleitorado/Participação | Eleitorado/Participação                         | 20 658 | 35,54 / 100,00  | 4,39 |

### Loulé
| Partido                 | Partido                        | Votos  | %               | +/-  |
| ----------------------- | ------------------------------ | ------ | --------------- | ---- |
|                         | Partido Socialista             | 6 281  | 44,14 / 100,00  | 1,76 |
|                         | Força Portugal                 | 5 188  | 36,46 / 100,00  | 4,09 |
|                         | Bloco de Esquerda              | 676    | 4,75 / 100,00   | 3,15 |
|                         | Coligação Democrática Unitária | 586    | 4,12 / 100,00   | 0,89 |
|                         | Outros                         | 643    | 4,52 / 100,00   |      |
| Votos Inválidos         | Votos Inválidos                | 655    | 6,01 / 100,00   | 1,77 |
| Total                   | Total                          | 14 229 | 100,00 / 100,00 |      |
| Eleitorado/Participação | Eleitorado/Participação        | 48 028 | 29,63 / 100,00  | 5,09 |

### Monchique
| Partido                 | Partido                                         | Votos | %               | +/-  |
| ----------------------- | ----------------------------------------------- | ----- | --------------- | ---- |
|                         | Partido Socialista                              | 1 340 | 50,22 / 100,00  | 1,75 |
|                         | Força Portugal                                  | 744   | 27,89 / 100,00  | 6,75 |
|                         | Coligação Democrática Unitária                  | 191   | 7,16 / 100,00   | 0,82 |
|                         | Bloco de Esquerda                               | 100   | 3,75 / 100,00   | 2,40 |
|                         | Partido Comunista dos Trabalhadores Portugueses | 41    | 1,54 / 100,00   | 0,73 |
|                         | Partido Humanista                               | 27    | 1,01 / 100,00   | Novo |
|                         | Outros                                          | 72    | 2,70 / 100,00   |      |
| Votos Inválidos         | Votos Inválidos                                 | 153   | 5,73 / 100,00   | 0,51 |
| Total                   | Total                                           | 2 668 | 100,00 / 100,00 |      |
| Eleitorado/Participação | Eleitorado/Participação                         | 6 104 | 43,71 / 100,00  | 4,37 |

### Olhão
| Partido                 | Partido                                         | Votos  | %               | +/-  |
| ----------------------- | ----------------------------------------------- | ------ | --------------- | ---- |
|                         | Partido Socialista                              | 4 689  | 51,87 / 100,00  | 1,91 |
|                         | Força Portugal                                  | 2 233  | 24,70 / 100,00  | 7,78 |
|                         | Coligação Democrática Unitária                  | 718    | 7,94 / 100,00   | 0,38 |
|                         | Bloco de Esquerda                               | 534    | 5,91 / 100,00   | 4,39 |
|                         | Partido Comunista dos Trabalhadores Portugueses | 149    | 1,65 / 100,00   | 0,31 |
|                         | Partido da Nova Democracia                      | 94     | 1,04 / 100,00   | Novo |
|                         | Outros                                          | 245    | 2,71 / 100,00   |      |
| Votos Inválidos         | Votos Inválidos                                 | 378    | 4,18 / 100,00   | 0,16 |
| Total                   | Total                                           | 9 040  | 100,00 / 100,00 |      |
| Eleitorado/Participação | Eleitorado/Participação                         | 32 110 | 28,15 / 100,00  | 3,48 |

### Portimão
| Partido                 | Partido                                         | Votos  | %               | +/-  |
| ----------------------- | ----------------------------------------------- | ------ | --------------- | ---- |
|                         | Partido Socialista                              | 6 656  | 50,55 / 100,00  | 1,76 |
|                         | Força Portugal                                  | 3 437  | 26,10 / 100,00  | 6,21 |
|                         | Coligação Democrática Unitária                  | 983    | 7,47 / 100,00   | 2,00 |
|                         | Bloco de Esquerda                               | 909    | 6,90 / 100,00   | 4,86 |
|                         | Partido Comunista dos Trabalhadores Portugueses | 149    | 1,13 / 100,00   | 0,24 |
|                         | Outros                                          | 462    | 3,52 / 100,00   |      |
| Votos Inválidos         | Votos Inválidos                                 | 572    | 4,35 / 100,00   | 0,15 |
| Total                   | Total                                           | 13 168 | 100,00 / 100,00 |      |
| Eleitorado/Participação | Eleitorado/Participação                         | 38 793 | 33,94 / 100,00  | 5,49 |

### São Brás de Alportel
| Partido                 | Partido                                         | Votos | %               | +/-  |
| ----------------------- | ----------------------------------------------- | ----- | --------------- | ---- |
|                         | Partido Socialista                              | 1 258 | 49,47 / 100,00  | 0,43 |
|                         | Força Portugal                                  | 743   | 29,22 / 100,00  | 6,52 |
|                         | Coligação Democrática Unitária                  | 182   | 7,16 / 100,00   | 0,80 |
|                         | Bloco de Esquerda                               | 110   | 4,33 / 100,00   | 3,47 |
|                         | Partido Comunista dos Trabalhadores Portugueses | 31    | 1,22 / 100,00   | 0,15 |
|                         | Outros                                          | 88    | 3,46 / 100,00   |      |
| Votos Inválidos         | Votos Inválidos                                 | 131   | 5,15 / 100,00   | 0,65 |
| Total                   | Total                                           | 2 543 | 100,00 / 100,00 |      |
| Eleitorado/Participação | Eleitorado/Participação                         | 7 791 | 32,64 / 100,00  | 7,11 |

### Silves
| Partido                 | Partido                                         | Votos  | %               | +/-  |
| ----------------------- | ----------------------------------------------- | ------ | --------------- | ---- |
|                         | Partido Socialista                              | 4 414  | 50,20 / 100,00  | 3,20 |
|                         | Força Portugal                                  | 2 101  | 23,89 / 100,00  | 6,54 |
|                         | Coligação Democrática Unitária                  | 1 079  | 12,27 / 100,00  | 1,24 |
|                         | Bloco de Esquerda                               | 396    | 4,50 / 100,00   | 3,21 |
|                         | Partido Comunista dos Trabalhadores Portugueses | 138    | 1,57 / 100,00   | 0,04 |
|                         | Outros                                          | 289    | 3,28 / 100,00   |      |
| Votos Inválidos         | Votos Inválidos                                 | 376    | 4,28 / 100,00   | 0,10 |
| Total                   | Total                                           | 8 793  | 100,00 / 100,00 |      |
| Eleitorado/Participação | Eleitorado/Participação                         | 27 796 | 31,63 / 100,00  | 3,65 |

### Tavira
| Partido                 | Partido                                         | Votos  | %               | +/-  |
| ----------------------- | ----------------------------------------------- | ------ | --------------- | ---- |
|                         | Partido Socialista                              | 3 262  | 50,50 / 100,00  | 0,53 |
|                         | Força Portugal                                  | 1 833  | 28,38 / 100,00  | 6,16 |
|                         | Coligação Democrática Unitária                  | 357    | 5,53 / 100,00   | 0,10 |
|                         | Bloco de Esquerda                               | 307    | 4,75 / 100,00   | 2,93 |
|                         | Partido Comunista dos Trabalhadores Portugueses | 83     | 1,29 / 100,00   | 0,13 |
|                         | Outros                                          | 259    | 4,00 / 100,00   |      |
| Votos Inválidos         | Votos Inválidos                                 | 358    | 5,54 / 100,00   | 0,65 |
| Total                   | Total                                           | 6 459  | 100,00 / 100,00 |      |
| Eleitorado/Participação | Eleitorado/Participação                         | 21 413 | 30,16 / 100,00  | 6,39 |

### Vila do Bispo
| Partido                 | Partido                                         | Votos | %               | +/-  |
| ----------------------- | ----------------------------------------------- | ----- | --------------- | ---- |
|                         | Partido Socialista                              | 879   | 56,97 / 100,00  | 1,79 |
|                         | Força Portugal                                  | 366   | 23,72 / 100,00  | 2,29 |
|                         | Coligação Democrática Unitária                  | 98    | 6,35 / 100,00   | 3,05 |
|                         | Bloco de Esquerda                               | 83    | 5,38 / 100,00   | 4,03 |
|                         | Partido Comunista dos Trabalhadores Portugueses | 20    | 1,30 / 100,00   | 0,16 |
|                         | Outros                                          | 47    | 3,05 / 100,00   |      |
| Votos Inválidos         | Votos Inválidos                                 | 50    | 3,24 / 100,00   | 0,53 |
| Total                   | Total                                           | 1 543 | 100,00 / 100,00 |      |
| Eleitorado/Participação | Eleitorado/Participação                         | 4 271 | 36,13 / 100,00  | 3,43 |

### Vila Real de Santo António
| Partido                 | Partido                                         | Votos  | %               | +/-  |
| ----------------------- | ----------------------------------------------- | ------ | --------------- | ---- |
|                         | Partido Socialista                              | 1 961  | 47,61 / 100,00  | 0,30 |
|                         | Força Portugal                                  | 875    | 21,24 / 100,00  | 3,72 |
|                         | Coligação Democrática Unitária                  | 709    | 17,21 / 100,00  | 2,86 |
|                         | Bloco de Esquerda                               | 252    | 6,12 / 100,00   | 4,37 |
|                         | Partido Comunista dos Trabalhadores Portugueses | 70     | 1,70 / 100,00   | 0,77 |
|                         | Outros                                          | 100    | 2,42 / 100,00   |      |
| Votos Inválidos         | Votos Inválidos                                 | 152    | 3,69 / 100,00   | 0,70 |
| Total                   | Total                                           | 4 119  | 100,00 / 100,00 |      |
| Eleitorado/Participação | Eleitorado/Participação                         | 15 000 | 27,46 / 100,00  | 3,69 |